# Vall de Viù
La Valle di Viù (arpità Vâl di Viù) és una vall alpina situada als Alps de Graia a la província de Torí. És la més meridional de les tres Valls de Lanzo.

## Geografia
Excavada a la branca homònima del riu Stura di Lanzo, és disposada en direcció est-oest a l'alta vall, cap al nord del fons de la vall. Allí hi ha un petit llac artificial, el Llac de Malciaussia a 1805 m s.l.m. i el més gran Llac de la Rossa a 2718 m s.l.m..
Darrere la Vall de Viù, la Vall de Susa i la Vall de Ribon (francesa), s'alça a 3.538 m el Rocciamelone.

### Valls laterals
- Vallorsera

### Cims principals
La vall és envoltada, entre d'altres, pels cims:
- Rocciamelone - 3.538 m
- Croce Rossa - 3.566 m
- Punta d'Arnas - 3.560 m
- Monte Lera - 3.355 m
- Punta Sulè - 3.384 m
- Punta Lunella - 2.772 m
- Monte Civrari - 2.302 m
- Monte Rognoso - 1.959 m
- Monte Arpone - 1.602 m
- Monte Colombano - 1.658 m
- Il Turu - 1.355 m

### Centres principals
- Usseglio
- Lemie
- Viù

### Refugis alpins
Per a facilitar la sortida als cims de la vall i l'excursionisme d'alta muntanya, la vall és dotada d'alguns refugis alpins
- Refugi Santa Maria - 3.526 m
- Refugi Ernesto Tazzetti - 2.642 m
- Refugi Luigi Cibrario - 2.616 m
- Bivacco san Camillo - 2.718 m
- Refugi Vulpot - 1.805 m